# La Torroja
La Torroja o Torre Roja és un masia de Pallejà (Baix Llobregat), inclosa a l'Inventari del Patrimoni Arquitectònic de Catalunya.

## Història
És d'origen medieval i antigament formava una quadra amb jurisdicció separada de la del castell, que al segle xvii comprenia encara gairebé un terç del terme de Pallejà.
Al segle xiv es coneixia amb el nom d'Esplugues, i posteriorment, passà a mans dels Junyent, de qui passaria successivament a Josep Ros, Josep March Ivern, Jaume Andarió i Joan Volart. El 1832, aquest darrer facilitaria els terrenys per a construir el temple parroquial de Santa Eulàlia i, més endavant, la rectoria. El 1864 fou adquirids pel matrimoni format per Frederic de Gispert i Maria Assumpció Gibert. Aquesta va morir el 1883, ja vídua, i la finca, que encara tenia unes 38 hectàrees, va passar en usdefruit a les nebodes del seu primer marit, Francesca i Josepa Roldán i, més tard als Villavecchia–Ricart, que la van posseir fins al 1980.

## Descripció
La finca, que es troba al capdamunt d'un turó, està protegida per un mur de contenció amb contraforts i tanques opaques. La casa està situada al vessant de migdia, i a tramuntana disposa encara d'una gran extensió de terres.
És una gran masia de planta basilical amb tres cossos, el central més alt, i porxos laterals que van ser afegits posteriorment. Consta de planta baixa, pis i golfes (aquestes darreres al cos central), més elevat. La façana principal, orientada al sud-est presenta cinc eixos verticals d'obertures, tres de l'edifici original i un més per banda dels porxos. A ponent encara s'observa un darrer afegitó en planta baixa. A l'interior conserva elements medievals, entre els quals un arc ogival.